# Inwiefern
Inwiefern ist eine deutschsprachige Punkband aus Strausberg, Brandenburg.

## Bandgeschichte
Die Band entstand aus der Schülerband „Aktivbürger“. Später schloss sich der „Arschwasser“-Bassist Jan an. Um 2007 erfolgte der Namenswechsel in „Inwiefern“. 2012 stieg noch Atze als zweiter Gitarrist hinzu.
Im Dezember 2012 wurde das erste Album „30 Minuten pro Stunde“ aufgenommen, welches 2013 in Eigenregie erschien. Im Dezember 2015 ging man für das 2. Album „Irgendwas ist immer“ ins Studio. Dieses lag zunächst zwei Jahre brach, bis zur Veröffentlichung im September 2017 durch Bakraufarfita Records. Unter anderem folgten Konzerte im Vorprogramm von Knochenfabrik im SO36 oder Chefdenker im Hafenklang Hamburg.
Im Dezember 2020 wurde das dritte Album „Rendezvous mit der Realität“ aufgenommen, bei dem Luise Fuckface und Frank Ludes (Bash!/Nonstop Stereo/Flomb!) mitwirkten. Erschienen ist das Album im Mai 2021 ebenfalls über Bakraufarfita Records.

## Diskografie
- 2013: 30 Minuten pro Stunde (EP-CD)
- 2017: Irgendwas ist immer (CD/LP)
- 2021: Rendezvous mit der Realität (CD/LP)